# ألبرت رولاند
ألبرت رولاند (بالإنجليزية: Albert Rowland)‏ هو منافس ألعاب قوى نيوزلندي، ولد في 26 أكتوبر 1885 في كرايستشرش في نيوزيلندا، وتوفي في 23 يوليو 1918 في المارن في فرنسا.

## وصلات خارجية
- ألبرت رولاند على موقع أوليمبيديا (الإنجليزية)
- ألبرت رولاند على موقع اللجنة الأولمبية النيوزيلندية (الإنجليزية)